# سراي (مقاطعة فامنين)
سراي (بالفارسية: سرای) هي قرية تقع في Khorram Dasht Rural District في إيران. يقدر عدد سكانها بـ 83 نسمة بحسب إحصاء 2016.